# Zbigniew Gaugusch
Zbigniew Gaugusch (ur. 13 października 1912 w Krakowie, zm. 18 stycznia 1982 w Puławach), polski lekarz weterynarii, profesor w Instytucie Weterynarii w Puławach.
Uczył się w szkole powszechnej w Suchej koło Żywca i w gimnazjum im. Jana Sobieskiego w Krakowie, studiował od 1930 w Akademii Medycyny Weterynaryjnej we Lwowie, dyplom lekarza weterynarii uzyskując w 1937. Jeszcze jako student podjął w 1933 na tej uczelni pracę w charakterze wolontariusza w Zakładzie Nauki o Środkach Spożywczych Zwierzęcego Pochodzenia pod kierunkiem profesora Alfreda Trawińskiego. W latach 1938–1939 był starszym asystentem w Zakładzie Histologii i Embriologii. W czasie kampanii wrześniowej służył jako podchorąży i lekarz weterynarii w 14 Pułku Ułanów Jazłowieckich; dostał się do niewoli niemieckiej i okres wojny spędził w obozach jenieckich. Pracował w tych latach w obozowej służbie zdrowia, a po uwolnieniu, jako oficer administracyjny, pracował w Polskiej Służbie Zdrowia przy I Korpusie Brytyjskim, kolejno jako zastępca szefa i szef Służby Zdrowia. W 1947 przebywał na stażu naukowym w Państwowej Szkole Weterynarii w Brukseli.
W październiku 1947 powrócił do kraju, od 1948 kierował laboratorium Zakładów Mięsnych w Gdyni. W 1949 uzyskał dyplom doktora medycyny weterynaryjnej na Wydziale Weterynaryjnym w Lublinie. Od 1950 był kierownikiem Rejonowego Laboratorium Kontrolno-Badawczego w Sopocie oraz wykładowcą na Oddziale Technologii Produktów Zwierzęcych Wydziału Chemii Spożywczej Politechniki Gdańskiej. W 1953 przeszedł do pracy w Instytucie Weterynarii w Puławach, gdzie objął kierownictwo Zakładu Badania Produktów Zwierzęcych. Rok potem został docentem, od 1965 był profesorem nadzwyczajnym. Przeszedł na emeryturę w 1977 ze względu na zły stan zdrowia, pozostawał jeszcze przez kolejne lata konsultantem Zakładu.
W pracy naukowej zajmował się problematyką higieny mięsa i produktów mięsnych. Szczególnie interesowały go zagadnienia zakażeń odzwierzęcych przenoszących się na człowieka przez mięso i produkty mięsne oraz mikroflory szczątkowej konserw i innych produktów pochodzenia zwierzęcego. Ogłosił przeszło 60 prac naukowych w periodykach polskich i zagranicznych. Był jednym z organizatorów Weterynaryjnej Inspekcji Sanitarnej w Polsce oraz współtwórcą specjalizacji w tym zakresie, pod jego kierunkiem kwalifikacje zdobywało ponad 70 osób zatrudnionych potem w laboratoriach inspekcji, prowadził też kursy podyplomowe dla lekarzy weterynarii związane z obowiązkami inspektorów sanitarnych.
Zasiadał w Radzie Naukowej Instytutu Weterynarii w Puławach, był też członkiem Komitetu Nauk Weterynaryjnych Polskiej Akademii Nauk. Należał do Polskiego Towarzystwa Nauk Weterynaryjnych, Zrzeszenia Lekarzy i Techników Weterynarii, Towarzystwa Przyjaciół Zwierząt. Był wielkim miłośnikiem zwierząt. Został odznaczony m.in. Krzyżem Kawalerskim Orderu Odrodzenia Polski.  
Zmarł 18 stycznia 1982 w Puławach.
Od 1930 r. należał do lwowskiej weterynaryjnej Korporacji Studentów AMW Lutyko-Venedya.